# Johanssongruppen

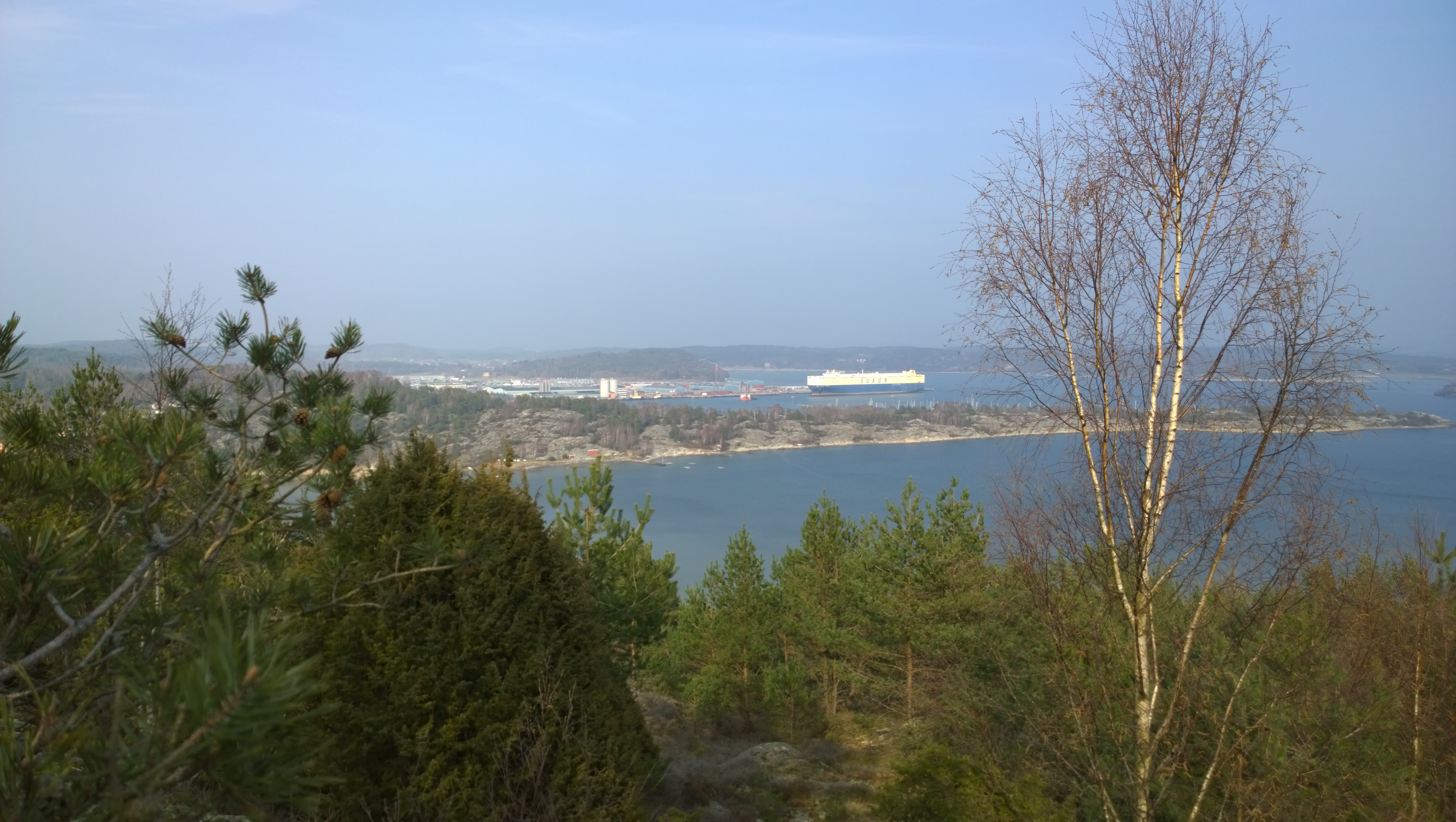
Wallhamn

Johanssongruppen var en svensk företagsgrupp, dock ej organiserad som en koncern, som byggdes upp framför allt under 1960- och 1970-talen av bröderna Lars Johansson och Vilgot Johansson från Skärhamn på Tjörn. De kallades "Tjörnbröderna".
Bröderna Johansson återstartade efter andra världskriget sin far Mandus Johanssons tidigare distributionsverksamhet av bränsle utefter Bohuslänskusten med bunkerbåten Hero och köpte i ett partrederi 1951 den första egna båten, den lilla kusttankern Ängö. Tillsammans byggde de så småningom upp ett komplicerat organiserat företagsimperium med bas i Skärhamn. Johanssongruppen stod på sin höjdpunkt under 1970-talet, då den som mest hade över 3 000 anställda.
Förutom omfattade rederiverksamhet bland annat genom OT-Rederierna och olika partrederier engagerade sig bröderna Johansson i hamnverksamhet och varvsindustri. Lödöse varf köptes 1960 och Oskarshamns varv 1970. I Vallhamn på Tjörn grundade de 1962 tillsammans med Walleniusrederierna och Bengt Törnqvist (1916–1998) roro-bilfrakthamnen Wallhamn, som de från 1976 helägde.
Lars Johansson och Vilgot Johansson gick 1979, i samband med en kris i sitt varvsbolag, i personlig borgen för lån från staten. Ett antal av Johanssongruppens företag gick i konkurs 1982, och Lars Johansson gick i personlig konkurs. Avvecklingen av Johanssongruppen blev komplicerad och först i slutet av 1980-talet kunde merparten av konkurserna avslutas. Lars Johansson gjorde upp om en avbetalningsplan med staten.